# Tipula kaulbackiana
Tipula kaulbackiana är en tvåvingeart som beskrevs av Alexander 1953. Tipula kaulbackiana ingår i släktet Tipula och familjen storharkrankar. Inga underarter finns listade i Catalogue of Life.